# Semiothisa ageta
Semiothisa ageta är en fjärilsart som beskrevs av Louis Beethoven Prout 1926. Semiothisa ageta ingår i släktet Semiothisa och familjen mätare. Inga underarter finns listade i Catalogue of Life.